# Distribució geomètrica de Poisson
En la teoria de la probabilitat i l'estadística, la distribució geomètrica de Poisson (també anomenada distribució Pólya-Aeppli) s'utilitza per descriure objectes que vénen en grups, on el nombre de clústers segueix una distribució de Poisson i el nombre d'objectes dins d'un clúster segueix una distribució geomètrica. És un cas particular de la distribució composta de Poisson.
La funció de massa de probabilitat d'una variable aleatòria N distribuïda segons la distribució geomètrica de Poisson {\displaystyle {\mathcal {PG}}(\lambda ,\theta )} està donat per
{\displaystyle f_{N}(n)=\mathrm {Pr} (N=n)={\begin{cases}\sum _{k=1}^{n}e^{-\lambda }{\frac {\lambda ^{k}}{k!}}(1-\theta )^{n-k}\theta ^{k}{\binom {n-1}{k-1}},&n>0\\e^{-\lambda },&n=0\end{cases}}}
on λ és el paràmetre de la distribució de Poisson subjacent i θ és el paràmetre de la distribució geomètrica.
La distribució va ser descrita per George Pólya el 1930. Pólya va acreditar la dissertació de 1924 del seu alumne Alfred Aeppli com a font original. Va ser anomenada distribució geomètrica de Poisson per Sherbrooke el 1968, que va donar taules de probabilitats amb una precisió de quatre decimals.
La distribució geomètrica de Poisson s'ha utilitzat per descriure sistemes modelats per un model de Màrkov, com processos biològics o accidents de trànsit.